# Ford épület
A Ford épület a Willamette Egyetem oktatási épülete az Amerikai Egyesült Államok Oregon államának Salem városában. A 3900 négyzetméteres épület rendelkezik a LEED arany fokozatú energiahatékonysági tanúsítványával.
Névadója az építkezésre nyolcmillió dollárt adományozó Hallie Ford.

## Története
Az épület tervei 2006 januárjáig visszanyúlnak, amikor az egyetem 8–12 millió dolláros beruházást tervezett. Az év októberében nyolcmillió dollár anonim adományt kaptak; később kiderült, hogy az ajándékozó Hallie Ford, az épületet róla nevezték el.
A tervek szerint a tizenhatmillió dollárból felépítendő létesítményben az informatikai, valamint a matematika-, média- és retorikatanszékek foglaltak volna helyet, valamint az oktatói létszám huszonöt fővel nőtt volna. A campus északkeleti részén elhelyezkedő épület átadását 2009-re tervezték.
A földmunkák 2007 decemberében kezdődtek. Egyes fákat átültettek, másokat pedig az építkezésnél hasznosítottak. Az épület tervezésével a Hennebery Eddy Architectst bízták meg, a főépítész Timothy R. Eddy volt. A LEED arany fokozatú energiahatékonysági tanúsítványát megcélzó beruházás fővállalkozója a Hoffman Construction, kertépítője Joshua Carlson volt.
A tervezett 4300 négyzetméter helyett végül 4200 négyzetméter épült fel. Az egyik alvállalkozóval szembeni vita miatt az asztalosok regionális szervezete az intézményhez demonstrációt szervezett. A környezetbarát megoldásoknak köszönhetően 2009-ben az egyetem 2009-ben felkerült a Sierra Club listájára. Az épületet a környezetvédelmi 2030 Challenge Awardsra is jelölték.

## Leírás
A Hennebery Eddy Architects által tervezett létesítmény a Gatke épület és a Kapitólium közelében helyezkedik el; 1996, az Olin Tudományközpont átadása óta az egyetem első új épülete. Az intézmény vezetősége reménykedett, hogy az építkezéssel a campus korábban nem látogatott része is népszerűbb lesz, emellett számos környezetbarát megoldást is terveztek.
Az építkezésnél hosszú élettartamú téglát, követ, rezet és más anyagokat használtak; a külső homlokzat téglaborítású, a tető rézből készült. A klimatizálást kiszorításos szellőzéssel oldják meg, a tetőn pedig napelemeket helyeztek el; az építkezésnél újrahasznosított anyagokat használtak, a belső terek megvilágításánál pedig maximalizálták a természetes fény felhasználását. Az épület energiafelhasználása a hasonló létesítményekhez képest 58%-kal alacsonyabb. A létesítmény 2009. december 10-én elnyerte a LEED arany fokozatú energiahatékonysági tanúsítványát.
A Ford épületben a bölcsészettudományi főiskola tanszékei, valamint az informatikai, matematikai és filmművészeti képzések találhatóak. Filmstúdiót, vetítőszobát és koncerttermet is kialakítottak. A földszinten stúdió és galéria, az emeleteken laboratóriumok, tantermek és irodák találhatók. Az emeleteken a tanszékek közötti közreműködést segítő tereket is kijelöltek.

## Fordítás
- Ez a szócikk részben vagy egészben  a   Ford Hall (Willamette University) című angol Wikipédia-szócikk ezen változatának fordításán alapul.  Az eredeti cikk szerkesztőit annak laptörténete sorolja fel. Ez a jelzés csupán a megfogalmazás eredetét és a szerzői jogokat jelzi, nem szolgál a cikkben szereplő információk forrásmegjelöléseként.